# Queenstown Airport
Queenstown International Airport (IATA: ZQN, ICAO: NZQN) je mezinárodní letiště vzdálené zhruba 10 km od centra města Queenstown ve Franktonu. Většina letů je vnitrostátní, několik letů týdně létá do Austrálie. Letiště je využíváno také vrtulníky.